# Lesparre-Médoc
Lesparre-Médoc je francouzská obec v departementu Gironde v regionu Akvitánie. V roce 2009 zde žilo 5 503 obyvatel. Je centrem arrondissementu Lesparre-Médoc a kantonu Lesparre-Médoc.